# Peter Van Santvliet
Peter Van Santvliet (Lier, 6 mei 1969) is een Belgisch voormalig wielrenner.
Hij werd in 2000 te Gent Belgisch kampioen bij de elite zonder contract en werd in 2001 profwielrenner voor de ploeg Spaar-Select van Bart Wellens en Erwin Vervecken. In datzelfde jaar won hij onder andere ook de superprestigewedstrijd Asper-Gavere en kreeg er de bijnaam The King of Gavere.
In 2004 werd de ploeg omgevormd tot het Fidea Cycling Team. Hij bleef profrenner tot in 2006. In 2007 werd hij op de drempel van zijn afscheid aan de wielersport nog Belgisch kampioen bij de eliterenners zonder contract te Hamme-Zogge. Daarop besliste hij om zijn afscheid uit te stellen tot op het einde van dat jaar en reed zijn laatste veldrit in Middelkerke. Van Santvliet is woonachtig te Oelegem.

## Palmares

### Veldrijden
| Seizoen   | Wereldbeker | Superprestige | GvA Trofee | WK  | BK  | Overige                                     | Totaal aantal zeges |
| --------- | ----------- | ------------- | ---------- | --- | --- | ------------------------------------------- | ------------------- |
| 1994-1995 |             |               |            | 6e  | 4e  |                                             | 0                   |
| 1995-1996 |             |               |            | 13e | 4e  |                                             | 0                   |
| 1996-1997 |             |               |            | 10e |     |                                             |                     |
| 1997-1998 |             |               |            | DNF | 6e  |                                             | 6                   |
| 1998-1999 |             |               |            | 8e  | 6e  | Dagmersellen                                | 1                   |
| 1999-2000 |             |               |            | 7e  | 5e  |                                             | 0                   |
| 2000-2001 |             | Gavere        | Essen      | DNS | 9e  | Ardooie                                     | 3                   |
| 2001-2002 |             |               | Niel       | DNS | 6e  | Leudelange, Muhlenbach, Lanarvily           | 4                   |
| 2002-2003 |             |               |            | DNS | 9e  |                                             | 0                   |
| 2003-2004 |             |               |            | DNS | 6e  | Kayl, Leudelange, Dagmersellen, St.-Niklaas | 4                   |
| 2004-2005 |             |               |            | DNS | DNS |                                             | 0                   |
| 2005-2006 |             |               |            | DNS | 6e  | Leudelange                                  | 1                   |
| 2006-2007 |             |               |            | DNS | 9e  |                                             | 0                   |
|           |             |               |            |     |     |                                             |                     |
| Totaal    | 0           | 1             | 2          | 0   | 0   | 10                                          | 13                  |

de Vos · Van Santvliet · Wellens
de Vos · Van Santvliet · Vervecken · B.Wellens · G.Wellens
de Vos · Van Santvliet · Vervecken · B.Wellens · G.Wellens
de Vos · Jacobs · Van Santvliet · Vervecken · B.Wellens
Jacobs · T.Pauwels · K.Pauwels · Raeymakers · Van Santvliet · Vervecken · B.Wellens · G.Wellens
Drucker · Jacobs · T.Pauwels · K.Pauwels · Raeymakers · Van Santvliet · Vervecken · B.Wellens · G.Wellens
Drucker · Jacobs · K.Pauwels · Štybar · Van Santvliet · Verschueren · Verstraeten · Vervecken · B.Wellens · G.Wellens
Dlask · Drucker · Jacobs · K.Pauwels · Štybar · Van Santvliet · Vantornout · Verschueren · Verstraeten · Vervecken · B.Wellens · G.Wellens
Baestaens · Bertholet · Dlask · Drucker · Meeusen · K.Pauwels · Štybar · Van Santvliet · Vantornout · Vervecken · B.Wellens · G.Wellens